# Зурайна Маджид
Зурайна Маджид (малайск. Siti Zuraina Abdul Majid)  (род. 3 октября 1944 года, Куала-Лумпур) – выдающийся археолог Малайзии. Окончила Университет Малайя и Йельский университет (1978). Преподавала в Университете Малайя и Университете наук Малайзии. Профессор антропологии (1991). Директор Центра археологический исследований Университета наук Малайзии (1995).  
Принимала участие в раскопках нижнепалеолитической индустрии возле Кота-Тампан и Ленггонга, в Лембах Буджанг (долина Буджанг), в пещере Ниах на Сараваке, в Тембелинге (Паханг), в Букит-Тенгкорак, Тингкаю и на о. Баламбанган (Сабах), а также в Таиланде и на Филиппинах. 
Обнаружила и исследовала хорошо сохранившиеся останки «перакского человека». 
Автор монографии «Археология в Малайзии» (2003). В настоящее время является комиссаром управления наследия министерства единства, культуры, искусства и наследия.

## Научные работы
- The West mouth, Niah, in the prehistory of Southeast Asia. Kuala Lumpur: Universiti Malaya, 1979
- Ekologi manusia (Экология человека).  Petaling Jaya, Selangor:: Fajar Bakti, 1989.
- Archaelogy in Malaysia (Arkeologi di Malaysia).  Pulau Pinang: Pusat Penyelidikan Arkeologi Malaysia, Universiti Sains Malaysia, 2003.
- The Perak man and other prehistoric skeletons of Malaysia. Pulau Pinang: Universiti Sains Malaysia, 2005
- The excavation of Gua Gunung Runtuh and the discovery of the Perak man in Malaysia.  Kuala Lumpur: Jabatan Muzium dan Antikuiti Malaysia, 1994
- Masyarakat Malaysia: tinjauan & pembincangan terhadap beberapa isu & topik (Малайзийское общество: обзор и обсуждение некоторых проблем. Pulau Pinang: Penerbit USM, 1985.

## Награды
- Медаль правительства штата Пинанг «За примерный труд» (1987)
- Золотая медаль Исследовательского фонда «Ротари» Малайзии за исследовательскую работу (1990)
- Орден штата Перак «Защитнику короны» и звание «дато» (1993)